# Campionati nordici di lotta 2007
I campionati nordici di lotta 2007 si sono svolti a Tallinn, in Estonia, il 4 agosto 2007.

## Podi

### Lotta greco-romana
| Evento        | Oro                   | Argento            | Bronzo              |
| Fino a 55 kg  | Ville Kaeki           | Jani Haapamäki     | Anders Nyblom       |
| Fino a 60 kg  | Håkan Nyblom          | Ville Pasanen      | Stig André Berge    |
| Fino a 66 kg  | Juha Petteri Hiltunen | Marko Tuomela      | Matti Kautto        |
| Fino a 74 kg  | Joakim Aardalen       | Valtteri Moisio    | Sharur Vardanyan    |
| Fino a 84 kg  | Mohammad Babulfath    | Andrejs Afanasjevs | Mats Rolfsen        |
| Fino a 96 kg  | Ara Abrahamian        | Rait Thomberg      | Igors Kostins       |
| Fino a 120 kg | Johan Eurén           | Heiki Nabi         | Matti Haemaelaeinen |